# تران فان منه
تران فان منه (بالفيتنامية: Trần Văn Minh)‏ هو عسكري فيتنامي، ولد في 21 يوليو 1932 في باك ليو ‏ في فيتنام، وتوفي في 27 أغسطس 1997 في لوس غاتوس في الولايات المتحدة.